# Македония (площад във Враца)
Вижте пояснителната страница за други значения на Македония.
„Македония“ е сред централните площади на град Враца, България.

## Местоположение
Намира се на около 200 m от централната железопътна гара. Сред по-важните обкръжаващи площада пътища е булевард „Никола Войводов“, който го свързва с железопътната и автогарата на североизток и с Градската градина и центъра на югозапад. На площада се намират търговският център „Суми“ и супермаркет от веригата „Билла“ в града.

## История
През 2002 година площадът претърпява реконструкция. След 10 години, по време на честването на Илинденско-Преображенското въстание, е поставена указателна табела с името на площада.
До 2005 година на площада се разполагат сергии на търговци – отначало само на плодове и зеленчуци, после и на други потребителски стоки. Поради строежа на магазина на веригата „Билла“ те са принудени да напуснат площада.